# Coppa di Francia 1949-1950
La Coppa di Francia 1949-1950 è stata la 33ª edizione della coppa nazionale di calcio francese.

## Risultati

### Trentaduesimi di finale
| Squadra 1                | Risultato | Squadra 2           |
| ------------------------ | --------- | ------------------- |
| Béziers                  | 2 - 1     | GSC Marseille       |
| Besançon                 | 5 - 1     | ASC Paris Sud-Est   |
| CA Paris                 | 2 - 0     | Roubaix-Tourcoing   |
| RC Paris                 | 2 - 0     | Olympique Alès      |
| Stade Français-Red Star  | 2 - 0     | Quimper Cornouaille |
| Stade Reims              | 2 - 1     | FC Nancy            |
| Rennes                   | 9 - 1     | SO Pont-de-Cheruy   |
| US Revel                 | 3 - 2     | Quevilly-Rouen      |
| Rouen                    | 2 - 0     | FC Strasbourg 06    |
| US Saint-Gaudens         | 2 - 1     | SO Bruay-en-Artois  |
| Sedan-Torcy              | 4 - 1     | Nizza               |
| Sète                     | 5 - 3     | Arras               |
| Sochaux                  | 5 - 1     | Guingamp            |
| Strasburgo               | 3 - 0     | Limoges             |
| AS Troyes-Sav.           | 1 - 0     | US Viesly           |
| Nîmes                    | 2 - 1     | Tolosa              |
| Arago Orléans            | 1 - 0     | Le Puy              |
| Nantes                   | 2 - 0     | Belfort             |
| Bordeaux                 | 7 - 0     | Gueugnon            |
| SC Bastidienne           | 3 - 2     | Lens                |
| ES Bully-les-Mines       | 1 - 0     | Draguignan          |
| Caen                     | 3 - 2     | AS Roanne           |
| Cannes                   | 1 - 0     | Amiens              |
| Le Havre                 | 2 - 0     | Tolone              |
| ASF Le Perreux-sur-Marne | 3 - 2     | Lorient             |
| Lilla                    | 3 - 1     | Saint-Étienne       |
| Metz                     | 3 - 1     | Lyon OU             |
| Nœux-les-Mines           | 3 - 0     | CSJB Angers         |
| Monaco                   | 2 - 1     | Olympique Marsiglia |
| Montpellier              | 2 - 0     | Dieppe              |
| CA Montreuil             | 2 - 1     | Valenciennes        |
| RC Vichy                 | 4 - 1     | SPN Vernon          |

### Sedicesimi di finale
| Squadra 1      | Risultato   | Squadra 2                |
| -------------- | ----------- | ------------------------ |
| Le Havre       | 3 - 0       | ES Bully-les-Mines       |
| Béziers        | 3 - 1       | ASF Le Perreux-sur-Marne |
| Cannes         | 1 - 0       | Stade Français-Red Star  |
| Monaco         | 5 - 0       | Metz                     |
| AS Troyes-Sav. | 4 - 2       | US Revel                 |
| Sète           | 1 - 0       | Arago Orléans            |
| Sochaux        | 3 - 0       | SC Bastidienne           |
| Bordeaux       | 5 - 0       | CA Paris                 |
| CA Montreuil   | 1 - 0       | RC Vichy                 |
| Lilla          | 9 - 0       | Nœux-les-Mines           |
| Nîmes          | 3 - 1       | Rouen                    |
| Besançon       | 1 - 1 (dts) | Montpellier              |
| RC Paris       | 2 - 0       | Caen                     |
| Stade Reims    | 7 - 0       | US Saint-Gaudens         |
| Rennes         | 3 - 1       | Nantes                   |
| Sedan-Torcy    | 3 - 2       | Strasburgo               |

#### Spareggi
| Squadra 1 | Risultato | Squadra 2   |
| --------- | --------- | ----------- |
| Besançon  | 6 - 1     | Montpellier |

### Ottavi di finale
| Squadra 1      | Risultato   | Squadra 2    |
| -------------- | ----------- | ------------ |
| AS Troyes-Sav. | 2 - 1       | Rennes       |
| Sochaux        | 2 - 0       | Le Havre     |
| Lilla          | 6 - 0       | Béziers      |
| Nîmes          | 4 - 1       | Bordeaux     |
| Besançon       | 0 - 0 (dts) | Monaco       |
| RC Paris       | 5 - 2       | Sète         |
| Stade Reims    | 5 - 2       | Cannes       |
| Sedan-Torcy    | 5 - 3       | CA Montreuil |

#### Spareggi
| Squadra 1 | Risultato | Squadra 2 |
| --------- | --------- | --------- |
| Besançon  | 4 - 2     | Monaco    |

### Quarti di finale
| Squadra 1      | Risultato   | Squadra 2   |
| -------------- | ----------- | ----------- |
| AS Troyes-Sav. | 1 - 1 (dts) | Besançon    |
| Nîmes          | 4 - 3 (dts) | Sochaux     |
| RC Paris       | 2 - 0       | Lilla       |
| Stade Reims    | 2 - 0       | Sedan-Torcy |

#### Spareggi
| Squadra 1      | Risultato   | Squadra 2 |
| -------------- | ----------- | --------- |
| AS Troyes-Sav. | 3 - 2 (dts) | Besançon  |

### Semifinali
| Squadra 1   | Risultato | Squadra 2      |
| ----------- | --------- | -------------- |
| RC Paris    | 3 - 0     | Nîmes          |
| Stade Reims | 6 - 2     | AS Troyes-Sav. |

### Finale
| Arbitro: | Raymond Vincenti |

| |            | |
| Méano 81’ Petitfils 83’ | Marcatori  | |
| Paul Sinibaldi André Jacowski Robert Jonquet Roger Marche Armand Penverne Pierre Bini Pierre Flamion André Petitfils Albert Batteux Abraham Appel Francis Méano | Formazioni | René Vignal André Grillon Roger Lamy Marcel Salva Roger Gabet Frédéric Nikitis Henri Tessier Albert Guðmundsson Jean Courteaux Roger Quenolle Ernest Vaast |
| Henri Roessler | Allenatori | Paul Baron |